# Alamanda
Alamanda (Allamanda) je rod rostlin z čeledi toješťovité. Jsou to liány a keře s přeslenitými jednoduchými listy a velkými, žlutými nebo výjimečně purpurovými květy. Rod zahrnuje 15 druhů a je rozšířen v tropické Americe. Nejznámějším zástupcem je alamanda počistivá, pěstovaná v tropech celého světa jako okrasná liána a využívaná v domorodé medicíně.

## Popis
Alamandy jsou dřevnaté liány nebo vzpřímené keře, ronící bílý latex. Listy jsou jednoduché, v přeslenech nebo na horních nodech někdy vstřícné či střídavé. Na bázi řapíku jsou četné prstovité žlázky. Květy jsou velké a nápadné, uspořádané ve vrcholových nebo zdánlivě úžlabních, chudokvětých chocholících. Kalich je hluboce členěný na 5 obvykle silně nestejných, lupenitých laloků. Koruna je žlutá nebo výjimečně purpurová (Allamanda blanchetii), nálevkovitá. Okraje korunních laloků se překrývají směrem doleva. Tyčinky jsou zanořené v úzké části korunní trubky a mají velmi krátké nitky. V květech je dužnatý, miskovitý, celistvý nebo lehce pětilaločný nektáriový terč. Semeník obsahuje jedinou komůrku s mnoha vajíčky. Čnělka je nitkovitá, zakončená hlavatou, krátce dvoulaločnou bliznou. Plodem je kulovitá, eliptická nebo zploštělá, ostře ostnitá tobolka pukající 2 chlopněmi. Obsahuje mnoho zploštělých semen. Semena jsou křídlatá nebo mají blanitý okraj.

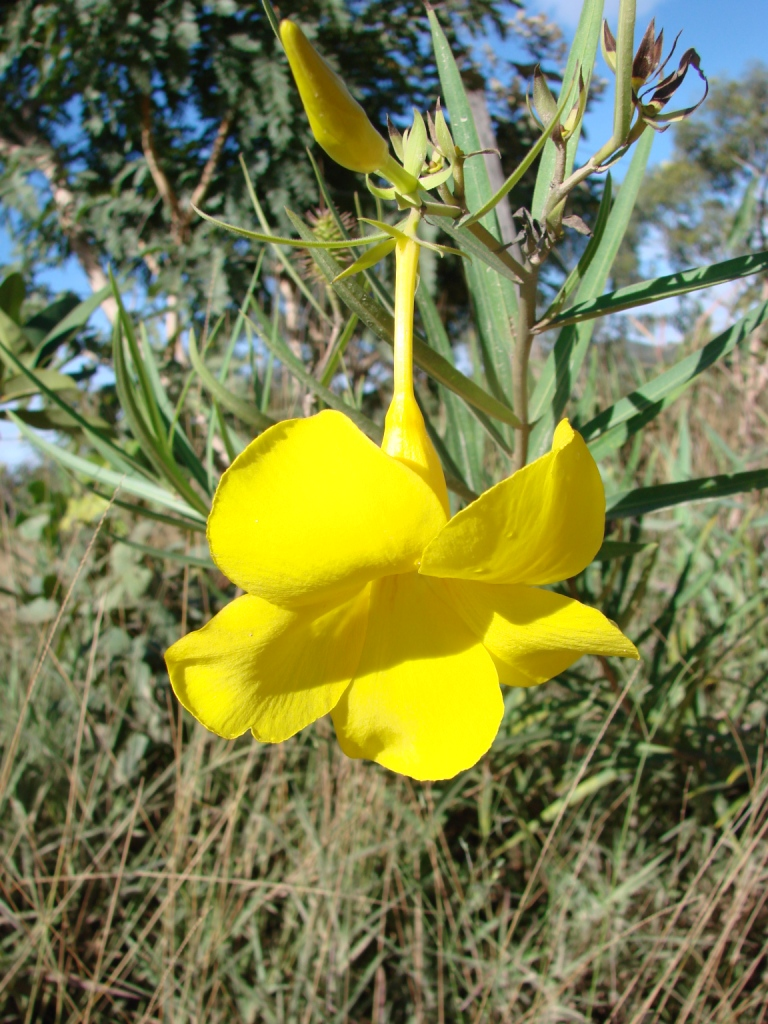
Kvetoucí Allamanda angustifolia
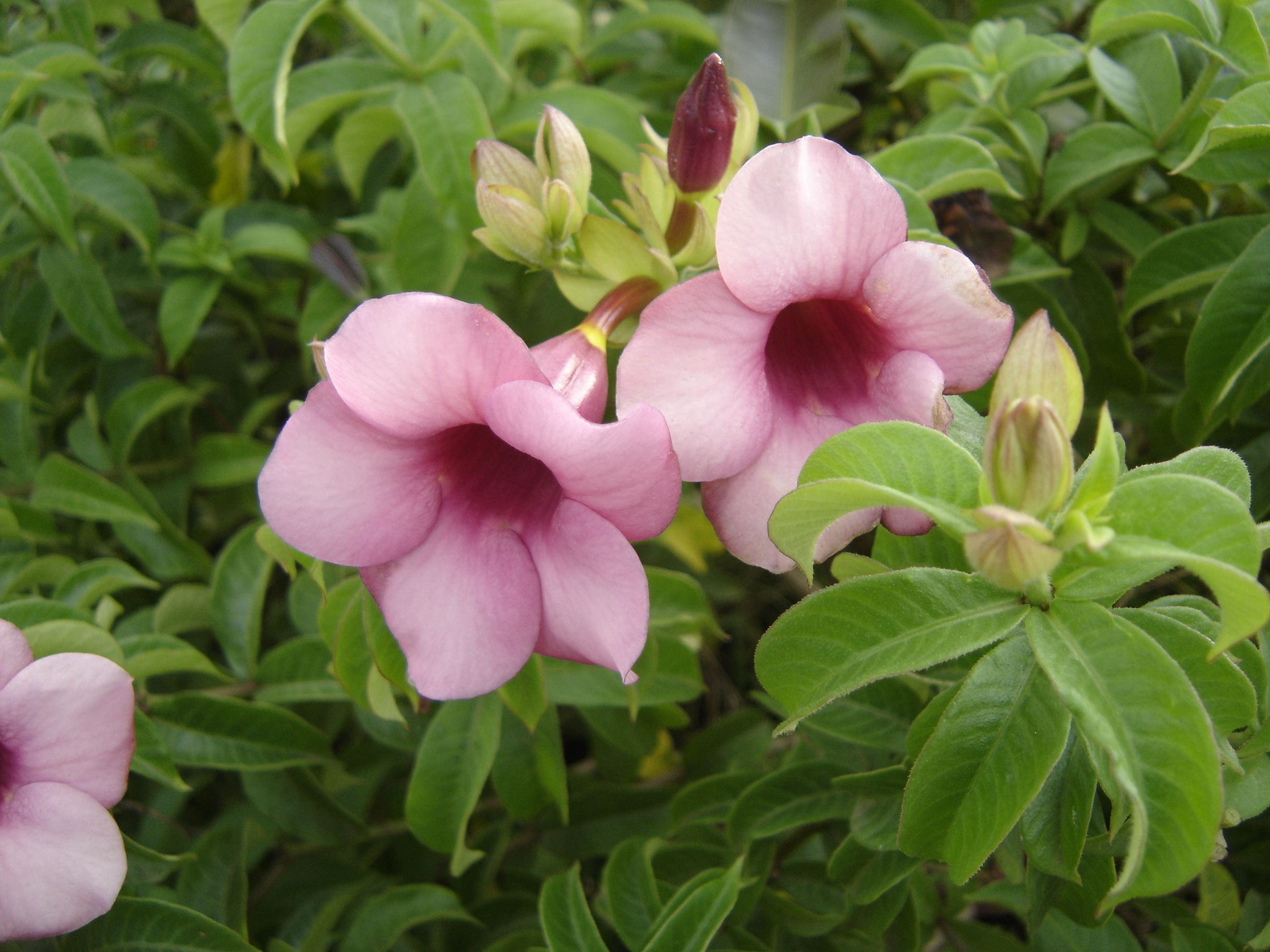
Purpurově kvetoucí Allamanda blanchetii
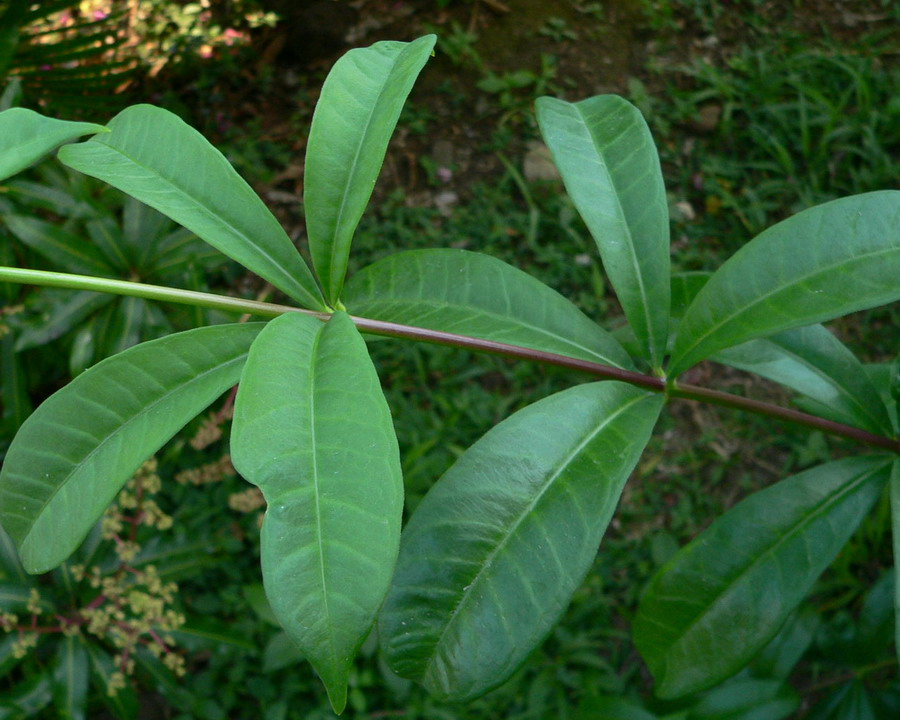
Listy alamandy počistivé
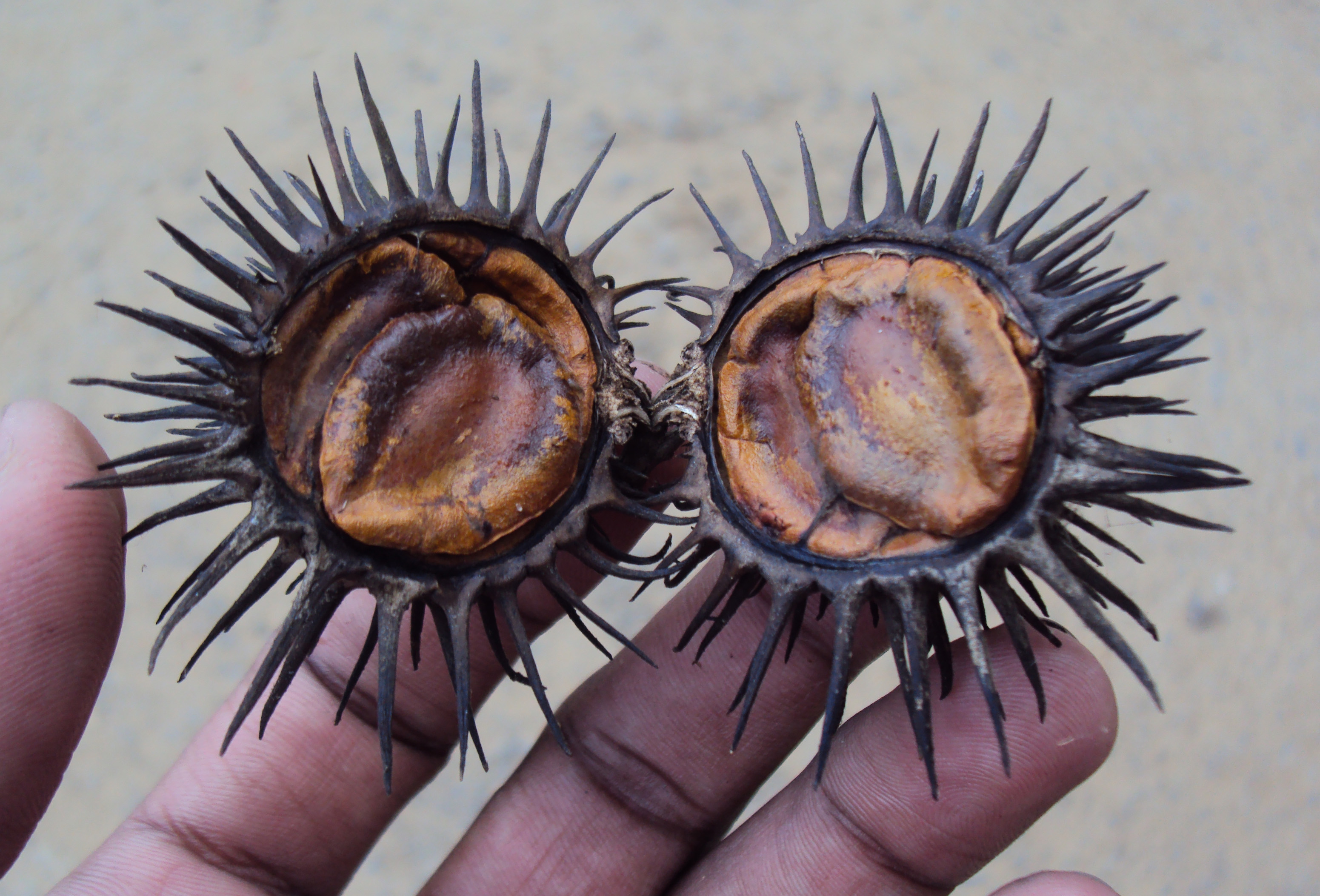
Puklý plod alamandy počistivé

## Rozšíření
Rod alamanda zahrnuje 15 druhů. Je rozšířen v tropické Americe od Mexika po Argentinu. Alamanda počistivá roste zplaněle i v jiných částech tropů, např. na Karibských ostrovech, Floridě, Myanmaru, Thajsku nebo Indii.

## Taxonomie
Rod Allamanda je v rámci čeledi Apocynaceae řazen do podčeledi Rauvolfioideae a tribu Plumerieae. Mezi příbuzné rody ze stejného tribu náleží např. rody Cerbera, Plumeria a Thevetia.

## Obsahové látky a jedovatost
Alamandy jsou jedovaté. Alamanda počistivá obsahuje plumericin, látku s dráždivým účinkem na trávicí trakt. Je obsažena v kůře, šťávě, listech i plodech. Rostlina při požití způsobuje zejména břišní křeče a průjem.

## Zástupci
- Alamanda počistivá (Allamanda cathartica)

## Význam
Alamanda počistivá (Allamanda cathartica) je pěstována v tropech celého světa jako okrasná liána. Řidčeji jsou pěstovány i jiné druhy, zejména keřovitý druh Allamanda schottii nebo purpurově kvetoucí Allamanda blanchetii. Existují i okrasné kultivary, například plnokvěté formy alamandy počistivé. Kříženec neznámého původu, Allamanda 'Cherries Jubilee', má velké, růžovopurpurové květy. Alamanda počistivá je používána v domorodé medicíně tropické Ameriky při ošetřování různých neduhů. Lze se s ní setkat ve sklenících českých botanických zahrad.